# 馬利克·查斯利
馬利克·查斯利（阿拉伯语：مالك الجزيري，羅馬化：Malek Jaziri，1984年1月20日—），突尼西亞職業網球運動員。他曾參加2012年倫敦奧運和2016年里約奧運，其中在2012年倫敦奧運，他止步於第二輪，2016年里約奧運，他止步於第一輪。

## 外部連結
- 馬利克·查斯利（英文/西班牙文）的官方資料
- 馬利克·查斯利的國際網球總會 職業／青少年 官方資料（英文）
- 馬利克·查斯利的官方資料（英文）